# 16e étape du Tour de France 2009
La 16e étape du Tour de France 2009, s'est déroulée le 21 juillet. Le parcours de 160 kilomètres, reliait Martigny (Suisse) à Bourg-Saint-Maurice (France) en passant par le Val d'Aoste (Italie). La victoire est revenue au Français Sandy Casar (La Française des jeux), après déclassement de l'Espagnol Mikel Astarloza (Euskaltel-Euskadi) pour dopage.

## Parcours

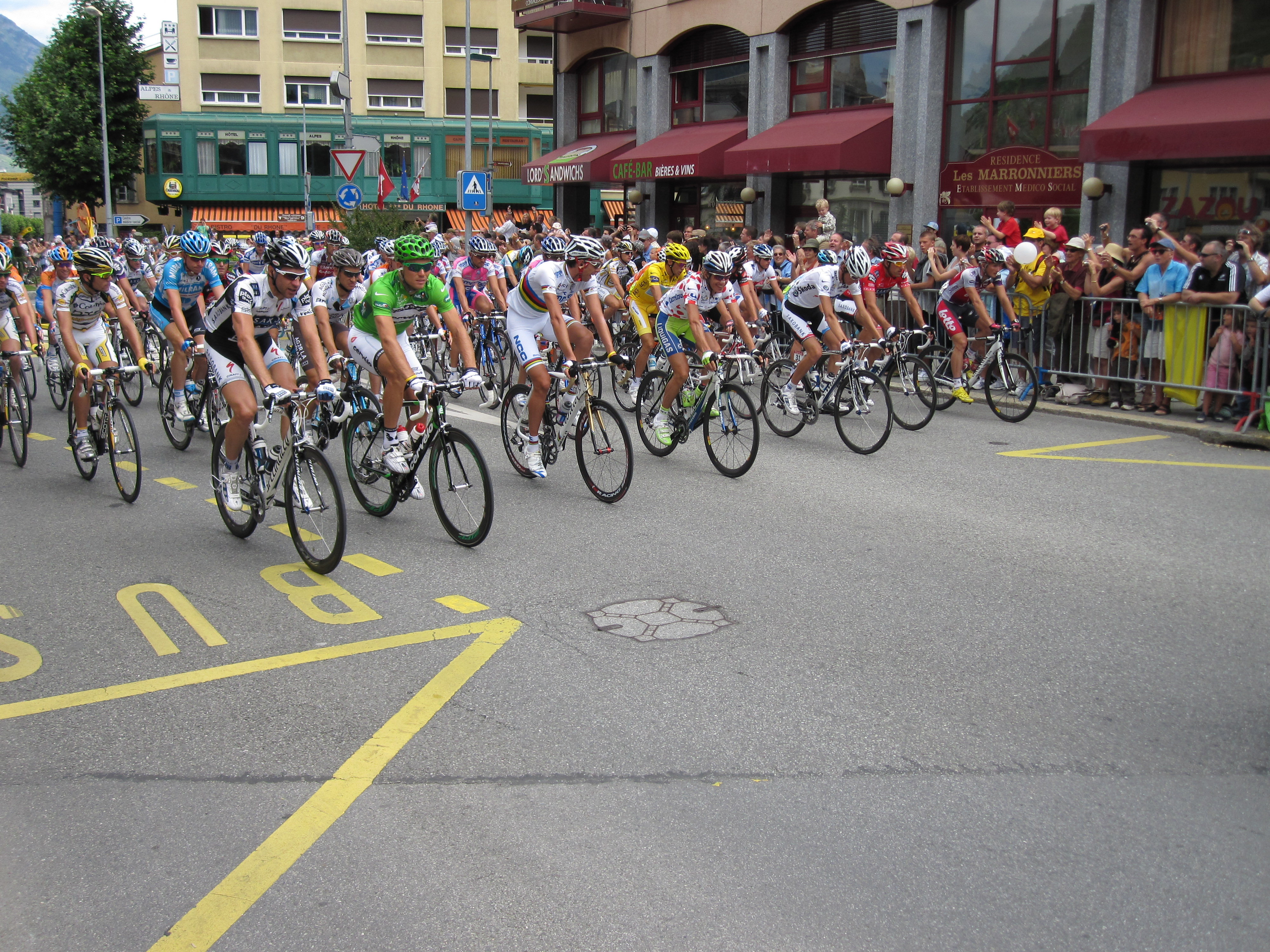
Départ de l’étape de Martigny.

Le parcours de cette étape passe dans trois pays. Tout d'abord le départ est donné à Martigny en Suisse, les coureurs grimpent ensuite le col du Grand-Saint-Bernard à 2 469 m d'altitude. Le passage de ce col marque la frontière entre la Suisse et l'Italie. La course passe dans le Val d'Aoste, vallée francophone de l'Italie. Entre le Val d'Aoste et la France, les coureurs doivent grimper le second col de l'étape. Le col du Petit-Saint-Bernard (2 188 m) relie le Val d'Aoste à la Vallée de la Tarentaise. L'arrivée est jugée dans la vallée à Bourg-Saint-Maurice.
Le col du Grand-Saint-Bernard est le point culminant du Tour de France 2009. Par ailleurs, pour la première fois depuis 50 ans, le Tour enchaîne dans la même étape le col du Grand-Saint-Bernard et le col du Petit-Saint-Bernard.

## Récit
Dans le col Du Grand-St-Bernard, une vingtaine de coureurs s'échappent dont le maillot a pois Franco Pellizotti. Il passe en tête au sommet.
Dans le peloton, rien ne se passe. Dans le col du Petit-St-Bernard col de première catégorie, Lance Armstrong est lâché. Alors que son groupe
a 40 secondes de retard sur le groupe maillot jaune, Armstrong attaque comme il y a quelques années. Il revient tout seul sur le groupe maillot jaune. Dans la descente, tout le monde se regroupe. Dans l'échappée, Mikel Astarloza démarre et ne sera pas repris. Il s'impose 6 secondes devant Sandy Casar encore une fois deuxième.

## Déclassement d'Astarloza
Mikel Astarloza fait l'objet d'un contrôle positif à l'EPO hors compétition le 26 juin 2009, révélé le 1er août. Le 15 mai 2010, il est suspendu deux ans par la Fédération espagnole et l'Union cycliste internationale lui impose le versement d'une amende de 154 570 euros. La victoire d'étape est attribué à Sandy Casar.

## Sprints intermédiaires
| Premier   | Franco Pellizotti | 6 pts |
| Deuxième  | Vladimir Karpets  | 4 pts |
| Troisième | Gorka Verdugo     | 2 pts |

| Premier   | Nicolas Roche   | 6 pts |
| Deuxième  | Nicolas Vogondy | 4 pts |
| Troisième | Gorka Verdugo   | 2 pts |

## Cols et côtes
| Premier   | Franco Pellizotti | 20 pts |
| Deuxième  | Vladimir Karpets  | 18 pts |
| Troisième | Pierrick Fédrigo  | 16 pts |
| Quatrième | Sandy Casar       | 14 pts |
| Cinquième | Igor Antón        | 12 pts |
| Sixième   | Jens Voigt        | 10 pts |
| Septième  | Mikel Astarloza   | 8 pts  |
| Huitième  | Peter Velits      | 7 pts  |
| Neuvième  | Laurens ten Dam   | 6 pts  |
| Dixième   | Stéphane Goubert  | 5 pts  |

| Premier   | Franco Pellizotti          | 30 pts |
| Deuxième  | Jurgen Van den Broeck      | 26 pts |
| Troisième | Mikel Astarloza            | 22 pts |
| Quatrième | Amaël Moinard              | 18 pts |
| Cinquième | Pierrick Fédrigo           | 16 pts |
| Sixième   | Sandy Casar                | 14 pts |
| Septième  | Stéphane Goubert           | 12 pts |
| Huitième  | José Ángel Gómez Marchante | 10 pts |

## Classement de l'étape
| Classement de la 16e étape | Classement de la 16e étape | Classement de la 16e étape | Classement de la 16e étape | Classement de la 16e étape |
|                            | Coureur                    | Pays                       | Équipe                     | Temps                      |
| -------------------------- | -------------------------- | -------------------------- | -------------------------- | -------------------------- |
| 1er                        | Mikel Astarloza            | ESP                        | Euskaltel-Euskadi          | en 4 h 16 min 20 s         |
| 2e                         | Sandy Casar                | FRA                        | La Française des jeux      | + 6 s                      |
| 3e                         | Pierrick Fédrigo           | FRA                        | BBox Bouygues Telecom      | + 6 s                      |
| 4e                         | Nicolas Roche              | IRL                        | AG2R La Mondiale           | + 6 s                      |
| 5e                         | Jurgen Van den Broeck      | BEL                        | Silence-Lotto              | + 6 s                      |
| 6e                         | Amaël Moinard              | FRA                        | Cofidis                    | + 6 s                      |
| 7e                         | Franco Pellizotti          | ITA                        | Liquigas                   | + 11 s                     |
| 8e                         | Stéphane Goubert           | FRA                        | AG2R La Mondiale           | + 11 s                     |
| 9e                         | Christophe Moreau          | FRA                        | Agritubel                  | + 59 s                     |
| 10e                        | Alberto Contador           | ESP                        | Astana                     | + 59 s                     |
| modifier                   |                            |                            |                            |                            |

## Classement général
| Classement général à la 16e journée | Classement général à la 16e journée | Classement général à la 16e journée | Classement général à la 16e journée | Classement général à la 16e journée |
|                                     | Coureur                             | Pays                                | Équipe                              | Temps                               |
| ----------------------------------- | ----------------------------------- | ----------------------------------- | ----------------------------------- | ----------------------------------- |
| 1er                                 | Alberto Contador                    | ESP                                 | Astana                              | en 67 h 33 min 15 s                 |
| 2e                                  | Lance Armstrong                     | USA                                 | Astana                              | + 1 min 37 s                        |
| 3e                                  | Bradley Wiggins                     | GBR                                 | Garmin-Slipstream                   | + 1 min 46 s                        |
| 4e                                  | Andreas Klöden                      | GER                                 | Astana                              | + 2 min 17 s                        |
| 5e                                  | Andy Schleck                        | LUX                                 | Team Saxo Bank                      | + 2 min 26 s                        |
| 6e                                  | Vincenzo Nibali                     | ITA                                 | Liquigas                            | + 2 min 51 s                        |
| 7e                                  | Christophe Le Mével                 | FRA                                 | La Française des jeux               | + 3 min 9 s                         |
| 8e                                  | Fränk Schleck                       | LUX                                 | Team Saxo Bank                      | + 3 min 25 s                        |
| 9e                                  | Carlos Sastre                       | ESP                                 | Cervélo TestTeam                    | + 3 min 52 s                        |
| 10e                                 | Christian Vande Velde               | USA                                 | Garmin-Slipstream                   | + 3 min 59 s                        |
| modifier                            |                                     |                                     |                                     |                                     |

## Classements annexes

### Classement par points
| Classement par points | Classement par points | Classement par points | Classement par points | Classement par points |
| --------------------- | --------------------- | --------------------- | --------------------- | --------------------- |
|                       | Coureur               | Pays                  | Équipe                | Point(s)              |
| 1er                   | Thor Hushovd          | NOR                   | Cervélo TestTeam      | 218 points            |
| 2e                    | Mark Cavendish        | GBR                   | Team Columbia-HTC     | 200 pts               |
| 3e                    | José Joaquín Rojas    | ESP                   | Caisse d'Épargne      | 126 pts               |
| modifier              |                       |                       |                       |                       |

### Classement de la montagne
| Classement du meilleur grimpeur | Classement du meilleur grimpeur | Classement du meilleur grimpeur | Classement du meilleur grimpeur | Classement du meilleur grimpeur |
| ------------------------------- | ------------------------------- | ------------------------------- | ------------------------------- | ------------------------------- |
|                                 | Coureur                         | Pays                            | Équipe                          | Point(s)                        |
| 1er                             | Franco Pellizotti               | ITA                             | Liquigas                        | 159 points                      |
| 2e                              | Egoi Martínez                   | ESP                             | Euskaltel-Euskadi               | 101 pts                         |
| 3e                              | Pierrick Fédrigo                | FRA                             | BBox Bouygues Telecom           | 97 pts                          |
| modifier                        |                                 |                                 |                                 |                                 |

### Classement du meilleur jeune
| Classement général du meilleur jeune | Classement général du meilleur jeune | Classement général du meilleur jeune | Classement général du meilleur jeune | Classement général du meilleur jeune |
|                                      | Coureur                              | Pays                                 | Équipe                               | Temps                                |
| ------------------------------------ | ------------------------------------ | ------------------------------------ | ------------------------------------ | ------------------------------------ |
| 1er                                  | Andy Schleck                         | LUX                                  | Team Saxo Bank                       | en 67 h 35 min 41 s                  |
| 2e                                   | Vincenzo Nibali                      | ITA                                  | Liquigas                             | + 25 s                               |
| 3e                                   | Roman Kreuziger                      | CZE                                  | Liquigas                             | + 2 min 14 s                         |
| modifier                             |                                      |                                      |                                      |                                      |

### Classement par équipes
| Classement par équipes | Classement par équipes | Classement par équipes | Classement par équipes |
|                        | Équipe                 | Pays                   | Temps                  |
| ---------------------- | ---------------------- | ---------------------- | ---------------------- |
| 1re                    | Astana                 | Kazakhstan             | en 201 h 8 min 46 s    |
| 2e                     | AG2R La Mondiale       | France                 | + 2 min 32 s           |
| 3e                     | Garmin-Slipstream      | États-Unis             | + 5 min 54 s           |
| modifier               |                        |                        |                        |

### Combativité
Franco Pellizotti

## Abandons
- Jens Voigt (chute dans la descente du col du Petit-Saint-Bernard).